# Teddy Howe
Teddy William Howe (sinh ngày 9 tháng 10 năm 1998) là một cầu thủ bóng đá người Anh thi đấu cho Blackpool ở vị trí hậu vệ. Anh là con trai của giám đốc Reading Nigel Howe.

## Sự nghiệp

### Câu lạc bộ

#### Reading
Ngày 26 tháng 2 năm 2019, Howe gia hạn hợp đồng với Reading đến mùa hè năm 2021. Anh có trận ra mắt cho Reading trước Birmingham City ngày 5 tháng 5 năm 2019.

#### Blackpool
Howe kí hợp đồng với Blackpool ngày 31 tháng 1 năm 2020, với bản hợp đồng 2,5 năm, cộng điều khoản gia hạn thêm 12 tháng.

## Thống kê sự nghiệp

### Câu lạc bộ
Tính đến trận đấu diễn ra ngày 25 tháng 1 năm 2020
| Câu lạc bộ          | Mùa giải            | Giải quốc nội       | Giải quốc nội | Giải quốc nội | Cúp quốc gia | Cúp quốc gia | League Cup | League Cup | Khác    | Khác      | Tổng    | Tổng      |
| Câu lạc bộ          | Mùa giải            | Hạng đấu            | Số trận       | Bàn thắng     | Số trận      | Bàn thắng    | Số trận    | Bàn thắng  | Số trận | Bàn thắng | Số trận | Bàn thắng |
| ------------------- | ------------------- | ------------------- | ------------- | ------------- | ------------ | ------------ | ---------- | ---------- | ------- | --------- | ------- | --------- |
| Reading             | 2018-19             | Championship        | 1             | 0             | 0            | 0            | 0          | 0          | -       | -         | 1       | 0         |
| Reading             | 2019-20             | Championship        | 0             | 0             | 3            | 0            | 2          | 0          | -       | -         | 5       | 0         |
| Reading             | Tổng                | Tổng                | 1             | 0             | 3            | 0            | 2          | 0          | 0       | 0         | 6       | 0         |
| Tổng cộng sự nghiệp | Tổng cộng sự nghiệp | Tổng cộng sự nghiệp | 1             | 0             | 3            | 0            | 2          | 0          | 0       | 0         | 6       | 0         |